# Christine Angus
Christine Drummond Angus (6 de junio de 1877-Envermeu, Dieppe, Francia, 13 de octubre de 1920) fue una ilustradora y bordadora británica. 

## Trayectoria
Hija de Adrina Agnes Drummond y John Henry Angus, comerciante escocés del cuero, en 1907 comenzó a estudiar dibujo en la Slade School of Fine Art (parte de lo que ahora es University College London)  mientras vivía en Londres.
Angus diseñó partes de muebles para Ambrose Heal, importante empresario del sector, así como incrustaciones en la silla hecha en 1901 para la sobrina de la artista, una pieza importante del Arts and Crafts.  Heal también compró un bordado de Angus que incrustó en una bandeja. Los trabajos y diseños de Angus se consideran  figurativos e incluían ilustraciones de niños. 
En la escuela de arte se hizo amiga de Edith Todhunte, que posteriormente se casó con Heal. Angus permaneció cerca de esta familia y produjo varios diseños para Heal & Sons. En 1916 diseñó una dalmática para la Abadía de Westminster que luego se exhibió en la Exposición de la Royal Academy de 1916.
El 29 de julio de 1911 Angus se casó con el pintor Walter Sickert en Paddington y luego vivieron en Harrington Square, Camden Town.
Angus murió de tuberculosis en octubre de 1920.